# فرودگاه بلونو
فرودگاه بلونو (به انگلیسی: Belluno Airport) (به زبان بومی: Aeroporto di Belluno) یک فرودگاه با کد یاتا BLX است که یک باند فرود چمن دارد و طول باند آن ۹۳۵ متر است. این فرودگاه در کشور ایتالیا قرار دارد .